# Die Sportskanonen
Die Sportskanonen ist eine US-amerikanische Komödie aus dem Jahre 1998 über den fiktiven Sport BASEketball, eine Mischung aus Basketball und Baseball. Drehbuchautor und Regisseur ist David Zucker.

## Handlung
Die zwei befreundeten Sozialversager Joe Cooper, genannt Coop, und Doug Remer träumen von besseren Zeiten. Während um sie herum jeder Karriere macht, teilen sich die beiden ein heruntergekommenes Haus und überlegen sich, wie sie wohl an hübsche Frauen kommen. Während einer Party, auf welche sie eigentlich nicht eingeladen waren, erfinden sie ein Spiel, um zwei Mädchen zu beeindrucken. Da es eine Mischung aus Basketball und Baseball ist, taufen sie es Baseketball und veranstalten kleine Privatturniere auf der Auffahrt ihres Hauses. Das Spiel wächst zunehmend in seiner Popularität, bis letztendlich der Millionär und Unternehmer Ted Denslow auf den „Sport“ und die von Coop und Doug damit verbundenen Werte aufmerksam wird und eine Liga für das Spiel gründet.
Die beiden erhalten somit auch ihr eigenes Team („Beers“) und beginnen eine erfolgreiche Saison. Nachdem Denslow während eines Spiels an einem Hotdog erstickt, erbt Coop die Beers unter der Bedingung, sie zum Saisonsieg zu führen – sollte ihm das nicht gelingen, erbt dessen junge Witwe Yvette das Team. Diese lernt bei der Testamentsverkündung Baxter Cain kennen, mit dem sie Pläne schmiedet, Coop und Doug um den Titel zu bringen und den Sport zu einer Cash-Cow zu transformieren.
Während der Tour quer durch die Vereinigten Staaten lernt Coop die junge Jenna Reed kennen, die Betreuerin für schwerkranke Kinder ist. Besonders der krebskranke Joey ist ein großer Fan von Coop und dem Sport, daher kommt es zu mehreren Begegnungen, in denen sich sowohl Coop und Doug in sie verlieben, woraus ein Konkurrenzkampf zwischen ihnen entbrennt.
Baxter Cain nutzt die Situation aus und verführt Doug mit den Ansätzen des Lebens eines Superstars – Bedingung für deren Erfüllung sind jedoch Änderungen im Spielreglement, das Coop und Doug entworfen und als unveränderbar und heilig definiert hatten. Die Differenzen zwischen den beiden spitzen sich zu und gipfeln beim Finale, als sie sich kurz vor dem Spiel einen Schlagabtausch liefern. Schlussendlich besinnen sie sich doch auf ihre Freundschaft und gewinnen die Meisterschaft.

## Kritik
„David Zucker reiht Gags unterschiedlichen Kalibers aneinander, wobei er sich diesmal am Erfolg des Films ‚Dumm und Dümmer‘ orientiert. Als Satire auf Sportlerfilme gedacht, produziert der Film eine Menge Flachsinn, wobei er diverse Cameo-Auftritte – auch von Sportlern – zu bieten hat.“